# 메리다와 마법의 숲
《메리다와 마법의 숲》(영어: Brave)은 2012년 개봉한 픽사의 3-D 컴퓨터 애니메이션 판타지 영화이다. 켈리 맥도널드, 엠마 톰슨, 줄리 월터스, 빌리 코널리가 목소리 연기에 참여했고 월트 디즈니사가 배급을 맡았다. 한국에서는 강소라가 메리다(Merida) 공주역을 맡았다. 2012년 5월 12일에 개봉하였다.
픽사의 첫 우화 기반 작품인 이 영화는 브렌다 채프먼 감독의 안데르센 동화에 대한 사랑과 그림 형제의 열정이 만들어낸 작품으로 딸을 키우면서 느낀 바를 영화 내용과 연관해 보기도 했다고 한다.
스코틀랜드 신화를 기초로, 던브로치라는 한 왕국의 공주가 결혼하기보다는 자유롭게 살고 싶어하는데서 이야기가 시작한다. 그녀의 실수로 왕국은 소용돌이에 빠지고 메리다는 이 혼란을 잠재우고 원 상태로 돌리기 위해 갖은 수모를 겪게 된다. 영화 중에는 메리다의 곰이 돼버린 어린 남동생도 등장한다.

## 줄거리
중세 스코틀랜드에서 어린 공주 메리다는 던브로크 씨족의 생일을 축하하며 아버지 퍼거스 왕에게 활과 화살을 선물 받지만, 이는 왕비 엘리노어의 실망을 산다. 숲에서 메리다는 도깨비불을 만나 다른 도깨비불들을 따라 가족과 모어두에게 향한다. 거대한 악마 곰인 모어두가 가족을 공격하고, 퍼거스와 그의 부하들이 모어두를 막아내지만, 퍼거스는 싸움에서 한쪽 다리를 잃는다.
10년 후, 메리다는 아버지의 동맹 중 한 명의 아들과 약혼할 예정임을 알게 된다. 약혼에 동의하지 않으면 던브로크 씨족에게 해를 끼칠 수 있었다. 엘리노어는 메리다에게 자부심과 아버지의 뜻을 따르지 않아 왕국을 파멸시킨 왕자의 전설을 상기시킨다.
동맹 씨족의 수장들과 그들의 맏아들들이 메리다와의 결혼을 위해 하일랜드 게임에 참가하기 위해 도착한다. 규칙을 왜곡하여 메리다는 자신의 씨족의 맏딸로서 자신을 위해 경쟁하겠다고 선언한다. 그녀는 구혼자들을 쉽게 물리치고, 엘리노어와 다툰 후 숲으로 도망친다. 그녀는 다시 도깨비불을 만나고, 도깨비불들은 그녀를 나이 든 마녀의 오두막으로 이끈다. 그곳에서 그녀는 엘리노어를 "변화시킬" 마법을 거래한다. 마녀는 그녀에게 마법이 걸린 케이크를 준다.
엘리노어는 케이크를 먹고 곰으로 변한다. 말은 할 수 없지만 인간 의식의 대부분을 유지한다. 메리다는 텅 빈 마녀의 오두막으로 돌아와 마녀의 메시지를 발견한다. 그녀는 두 번째 해가 뜨기 전까지 "자만심으로 찢어진 유대감을 고쳐야" 하며, 그렇지 않으면 마법이 영구적이 될 것이라는 내용이었다. 메리다와 엘리노어는 모어두를 만나고 모어두가 전설 속 왕자였다는 것을 깨닫는다. 메리다는 어머니에게 같은 일이 일어나지 않도록 맹세하고, 그들의 논쟁 중에 고의적으로 손상시킨 가족 태피스트리를 고쳐야 한다고 결론 내린다.
그들은 씨족들이 전쟁 직전에 있는 성으로 돌아간다. 메리다는 전통에 따라 구혼자를 선택할 준비가 되었다고 선언할 작정이었지만, 엘리노어의 재촉으로 대신 맏아들들이 원하는 사람과 원하는 시기에 결혼할 수 있도록 허락한다. 씨족들은 전통을 깨고 동맹을 갱신하는 데 동의한다.
인간성을 잃어가는 엘리노어는 퍼거스를 공격하고 성에서 도망친다. 엘리노어를 모어두로 착각한 퍼거스는 다른 씨족들과 함께 곰을 추격하고, 메리다를 성에 가둔다. 메리다는 마법이 걸린 케이크를 먹고 곰 새끼가 된 세쌍둥이 남동생들의 도움을 받아 탈출한다. 그녀가 태피스트리를 고치자 퍼거스와 씨족들은 엘리노어를 붙잡는다. 진짜 모어두가 도착하기 전에 메리다가 그들을 저지한다. 모어두는 메리다를 노리지만, 엘리노어가 끼어들어 모어두가 쓰러지는 선돌에 깔리게 된다. 이것은 왕자의 영혼을 해방시키고, 왕자는 메리다에게 자신을 해방시켜 준 것에 감사하며 도깨비불로 변한다. 두 번째 해가 뜨자 메리다는 엘리노어를 수리된 태피스트리로 덮지만, 그녀는 여전히 곰으로 남아있다. 아무 소용이 없다고 생각한 메리다는 어머니에게 돌아오라고 간청하며 화해하고, 무의식적으로 마녀 메시지의 진정한 의미를 완성한다. 이것은 어머니와 남동생들에게 걸린 마법의 효과를 되돌린다.
모어두가 사라지자 메리다와 엘리노어는 함께 새로운 태피스트리를 작업하고, 다른 씨족들에게 작별을 고하고, 함께 말을 탄다.

## 등장 인물

### 왕족
메리다
엘리노어 왕비
퍼거스 왕
세 쌍둥이

### 귀족
딩월 경
맥커윈 경
매킨토시 경
딩월 경의 장남
맥커윈 경의 장남
매킨토시 경의 장남

### 평민
할머니 (숲의 마녀)
모디
앵거스
마틴
고든

## 목소리 연기
- 강소라 - 메리다 공주(켈리 맥도널드)
- 이종구 - 퍼거스 왕(빌리 코놀리)
- 안경진 - 엘리노 여왕(엠마 톰슨)
- 박은숙 - 마녀(줄리 월터스)
- 노민 - 딩월 경
- 김익태 - 매킨토시 경
- 이광수 - 맥거핀 경
- 은정 - 모디
- 김미랑 - 어린 메리다
- 류다무현 - 아들 맥거핀 / 까마귀
- 윤세웅 - 아들 매킨토시
- 전광주 - 아들 딩월
- 서문석 - 마틴
- 정승욱 - 고든